# Trenord
Trenord is een spoorwegmaatschappij in de regio Lombardije in het noorden van Italië. Het hoofdkantoor van Trenord is in Milaan gevestigd.